# Prescription (marketing)
En marketing, l'activité de prescription est le fait d'un tiers (le prescripteur), qui influence de manière plus ou moins forte le comportement ou les décisions d'un autre agent économique au travers du processus d'achat. Cette influence est d'autant plus forte que le prescripteur est réputé être source de bon conseil, à raison de son métier, de son activité, de son statut, de sa compétence, et/ou de sa personnalité.
L’activité de prescription repose sur la présence d’un intermédiaire ou prescripteur dans l’échange marchand. Néanmoins, selon les auteurs, les théories et les domaines d'applications, le champ d’usage de ces notions peut varier.

## Prescripteur relatif
La prescription ne s'exerce pas de manière impérative, mais seulement indicative et consultative. Exemple : Un moniteur de ski peut prescrire à ses élèves l'achat de tel ou tel type de matériel (les consignes données visent à orienter et conforter le choix de l'élève plutôt qu'à lui imposer une solution unique).

## Prescripteur absolu
La prescription s'exerce de manière impérative. Exemple : Un médecin prescrit à son patient les médicaments qu'il estime être les plus adaptés à son état. (Le patient est censé faire confiance à son praticien)

## Fondements et disciplines de la prescription
La prescription marchande repose sur les travaux en science de gestion concernant le fonctionnement du marché. Les domaines d'études sur ce sujet ont des points de vue divergents. Néanmoins les études et recherches sur le sujet ont traversé les disciplines et se sont complémentarisés.

### En économie
La prescription est une notion introduite par le biais de travaux d'études sociologiques ainsi qu'en sciences de gestion, en prolongement à celles réalisées en économie sur la construction de la valeur marchande. Dans la perspective économique, la valeur d'un bien résulte de l'équilibre de marché définit par l'offre et la demande et se résume principalement au prix. La question de la qualité n'a donc pas été traitée car ce modèle suppose une homogénéité de la qualité ainsi qu'une perfection de l'information.

### En sociologie
Les sociologues se sont intéressés à la construction sociale de la valeur marchande. Dans le cadre du marché, cela suppose un accord entre les parties sur la qualité du bien et la traduction de cette qualité en prix. Les théories sociologiques remettent en cause les hypothèses économiques de marché concernant la qualité homogène des biens et la symétrie d'information.
Georges Akerlof (Market for Lemon-1970), introduit le concept d'asymétrie d'informations entre les offreurs et les demandeurs sur le marché des voitures d'occasion. Ses travaux démontrent que lors du processus d'achat, les offreurs ont une connaissance plus importante que les demandeurs sur la qualité des biens en vente. Cette asymétrie d'information démontre que le prix n'est pas une assurance de la qualité d'un bien et que d'autres variables sont en cause. À partir de ses travaux, il met en lumière la nécessité de réduire l'incertitude afin de minimiser les conséquences de cette asymétrie sur le fonctionnement du marché (modification qui pourrait avoir pour conséquence la disparition du marché).
Les travaux d'Akerlof mettent donc en évidence la complexité des marchés et la nécessité d'introduire des organisations sociales qui participeraient à la régulation des échanges.

### En science de Gestion
Dans le prolongement des travaux d'Akerlof en sociologie, Armand Hatchuel (L'inscription sociale du marché -1995) souligne donc la différence de connaissances et savoirs entre les agents économiques dans ses travaux en science de gestion. À partir de ce postulat, il est le premier à introduire la notion de prescription au centre des échanges marchands. Il justifie son propos au travers des trois phases de la situation d'achat qu'il juge dans son ensemble complexe pour l’acquéreur (représentation, usage et appréciation du bien). Il est donc nécessaire que l'acheteur bénéficie de connaissances et surtout de confiance envers le vendeur auquel cas il aura recours à un prescripteur (qui lui aussi aura besoin d'informations tout en ayant conscience des intérêts de l'offreur). Il aborde également la notion de prescription réciproque, cela s'apparente à un échange de savoirs entre agents qui partagent des connaissances sur des éléments qui diffèrent.
Hatchuel modélise la prescription en trois dimensions de forme et de nature différentes :
- Prescription de fait : ce sont des informations neutres qui vont décrire le produit sans chercher à mettre en avant les bénéfices de celui-ci. Nous pouvons les apparenter aux caractéristiques du produits (Poids, taille, couleur...).
- Prescription technique :cela correspond aux usages et pratiques possibles du bien. Ce sont des notions techniques initialement inconnues de l'acheteur[4].
- Prescription de jugement : comme son nom l'indique c'est une opinion sur la manière de l'acquérir et de l'apprécier. C'est une manière d'évaluer le bien. (Ex: les étoiles du guide Michelin)

## Évolutions et perspectives
À partir des travaux d'Armand Hatchuel, de nombreux scientifiques ont continué à compléter la théorie de la prescription en l'adaptant aux évolutions de consommation.

### La prescription et e-commerce
Stenger. T, (2006, 2008) appréhende la prescription au travers de la vente en ligne et propose un complément à la vision d'Hatchuel sur les trois formes de prescription initiales. C'est au travers de la vente de vin et de la prescription des professionnels de ce secteur qu'il analyse les rapports de prescription et propose un cadre des sept dimensions de la prescription 
| Dimension de la prescription           | Types ou degrés |
| -------------------------------------- | --- |
| Formes : Hatchuel 1995                 | De fait, technique, de jugement |
| Intensité de la prescription           | Nulle à forte (Plus l'acheteur laisse le prescripteur le guider, plus l'intensité est forte) |
| Source                                 | Un tiers, le client ou le vendeur |
| Compétences requises chez l'acheteur : | Nulle à forte (Plus le produit sera technique, plus les compétences requises seront fortes) |
| Portée                                 | De locale à globale (Si elle s'adresse à une catégorie (Locale) ou l'ensemble des produits (globale))                                                                                               |
| Le niveau d'intervention               | Le moment du parcours client / d'achat où intervient la prescription. (Reconnaissance du besoin / Recherche d'informations / Évaluation des alternatives / Choix d'un produit / Analyse post achat) |
| Les opérations vis-à-vis des possibles | Réduction ou élargissement (Ce sont les solutions envisageables, propositions d'offres alternatives)                                                                                                |

### La multi-interprétation de la prescription
De nombreux auteurs tentent de traiter du sujet de la prescription et de nombreuses disparités sont à souligner. Hatchuel (1995) traite de la prescription au travers de la relation marchande, le prescripteur a donc ici une fonction exclusivement cognitive. Benghozi et Paris (2003) abordent la prescription sous l'angle d'une comparaison avec l'intermédiation sur le marché des télévisions et y ajoute une dimension marchande (le prescripteur n'a pas pour seule fonction d'informer) et Stenger propose un cadre conceptuel de la prescription adapté à la vente en ligne en ajoutant à celle de Hatchuel, plusieurs autres dimensions.